# John Updike
John Hoyer Updike (18. března 1932 Reading, Pensylvánie – 27. ledna 2009 Beverly Farms, Massachusetts) byl americký spisovatel, básník, literární a umělecký kritik a držitel Pulitzerovy ceny.
Osu Updikeova díla dnes nepopiratelně tvoří romány o „Králíkovi“ (Králíku utíkej;Králík se vrací; Králík je bohatý; Králík odpočívá; a novela Králík ve vzpomínkách bližních), které zachycují život střední vrstvy na postavě obyčejného člověka Harryho „Králíka“ Angstroma v průběhu několika desetiletí, od rané dospělosti až po jeho smrt. Románům Králík je bohatý (1981) a Králík odpočívá (1990) se dostalo uznání v podobě Pulitzerovy ceny. Updike patří do trojice autorů (spolu s Boothem Tarkingtonem a Williamem Faulknerem), kteří získali Pulitzerovu cenu za beletrii více než jednou. Vydal přes dvacet románů a více než deset sbírek povídek, vedle toho poezii, recenze výtvarného umění, literární kritiku a knížky pro děti. Stovky jeho povídek, recenzí a básní vyšly od roku 1954 v časopise New Yorker. Psal též pravidelně pro New York Review of Books.
„Americké maloměsto a protestantská střední vrstva“, tak Updike popisoval svoje základní téma. Byl uznáván především pro autorskou preciznost, jedinečný prozaický styl a pro své tvůrčí nasazení. Psal průměrně jednu knihu ročně. V jeho příbězích se běžně vyskytují postavy, které často prožívají hluboký zmatek a jejich vnitřní krize mají původ v náboženství, rodinných závazcích a v manželské nevěře. Jeho romány a povídky si získávají čtenáře svým zaměřením na zájmy, vášně a utrpení průměrných Američanů; svým důrazem na křesťanskou teologii; a svým zaměřením na sexualitu a smyslové prožitky. Jeho dílo vyvolalo značnou pozornost a chválu kritiky a Updike je převážně považován za jednoho z největších amerických spisovatelů své doby. Updikeův vysoce propracovaný prozaický styl je postavený na bohatém, neotřelém, někdy až obskurním výrazu zprostředkovaném lehce ironickým, inteligentním autorským hlasem, který fyzický svět popisuje extravagantně, ale přesto zůstává pevně usazen v realistické tradici. Svůj styl popisuje jako snahu "dát pozemskosti krásu, jež jí náleží".

## Soukromý život
Updike se narodil v Readingu v Pensylvánii jako jediné dítě Lindy Grace Hoyerové a Wesleyho Russella Updikea a vyrůstal v blízkém městě Shillingtonu. Rodina se později přestěhovala do vesnice Plowville. Matčiny snahy stát se vydávanou spisovatelkou na mladého Updikea značně zapůsobily. „V jedné z nejranějších vzpomínek ji vidím sedět u psacího stolu,“ vzpomínal později. „Obdivoval jsem spisovatelské nástroje, psací stroj, papírky na přepisování překlepů, krabice nepopsaného papíru. Vybavuji si hnědé obálky, v nichž se povídky odesílaly - a v nichž se také vracely.“
Dětství strávené v okrese Berks v Pensylvánii mělo ovlivnit prostředí, v němž se odehrává tetralogie o Králíku Angstromovi stejně jako mnoho jeho prvních románů a povídek. Updike ukončil s vynikajícím prospěchem střední školu v Shillingtonu a byl přijat s plným stipendiem na Harvard. Na univerzitě si získal proslulost jako talentovaný a plodný přispěvatel do časopisu Harvard Lampoon, jehož byl také šéfredaktorem. Anglická studia ukončil summa cum laude roku 1954.
Z Harvardu zamířil na Ruskinovu školu výtvarného umění v Oxfordu, protože se chtěl stát kreslířem a karikaturistou. Po návratu do Spojených států se s rodinou přestěhoval do New Yorku, kde se stal pravidelným přispěvatelem New Yorkeru. To byl začátek jeho profesionální spisovatelské dráhy.
Updike se ještě jako student na Harvardu roku 1953 oženil s Mary E. Penningtonovou, studentkou výtvarného umění na Radcliffe College. Doprovázela ho do anglického Oxfordu, kde studoval výtvarnou akademii a kde se roku 1955 narodilo jejich první dítě. Měli spolu další tři děti: spisovatele Davida (*1957), Michaela (*1959) a Mirandu (*1960). Rozvedli se v roce 1974.
Roku 1977 se Updike oženil s Marthou Ruggles Bernhardovou, s níž žil přes třicet let v Beverly Farms ve státě Massachusetts. Zemřel na rakovinu plic 27. ledna 2009 ve věku 76 let. Měl sedm vnoučat.

## Spisovatelská dráha

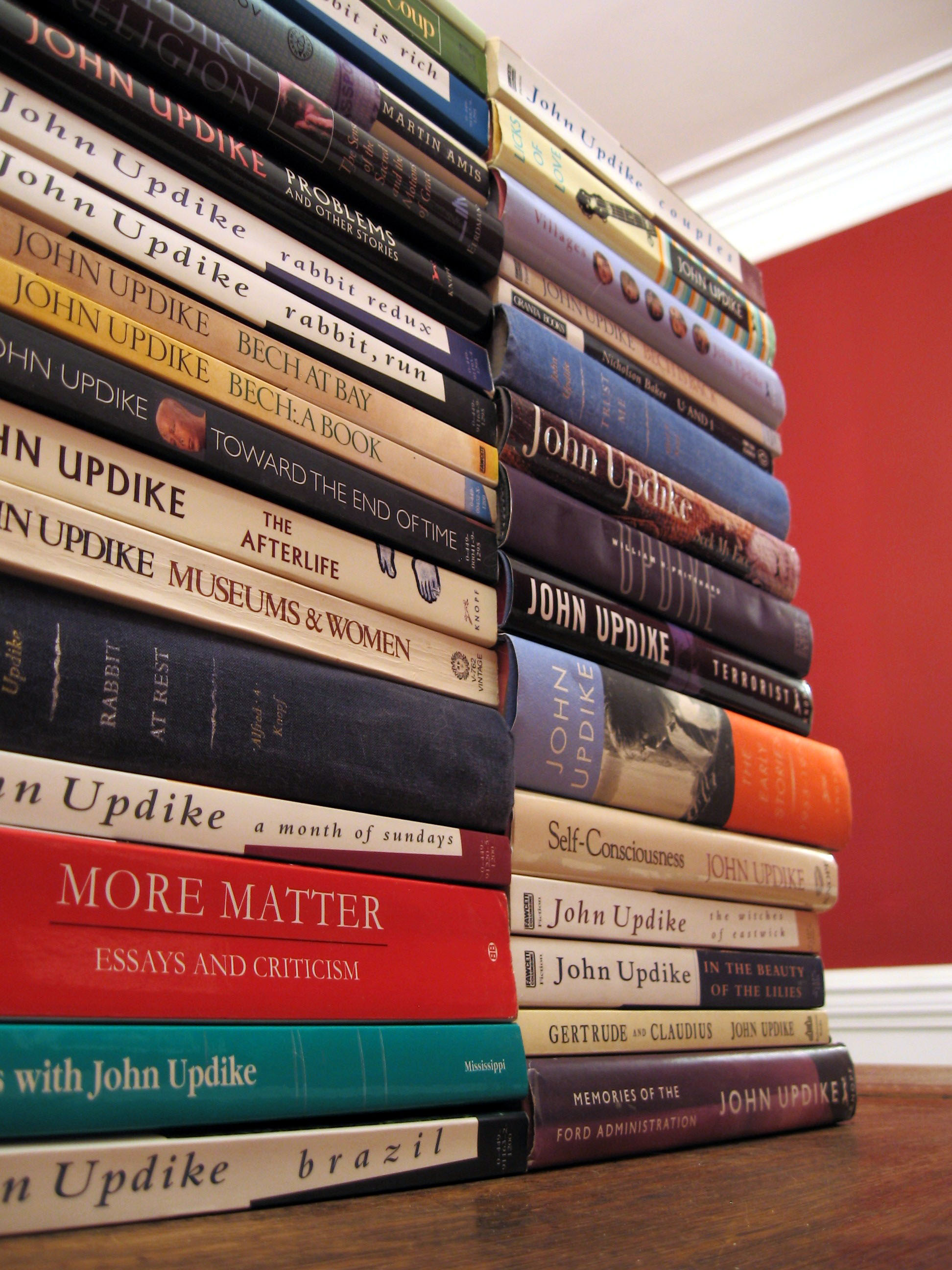
Knihy Johna Updikea

### 1950-1960
Jako redaktor rubriky „Talk of the Town“ Updike zůstal v New Yorkeru pouze dva roky. Současně do časopisu přispíval básněmi a povídkami. V New Yorku psal básně a povídky, které vyšly v jeho prvních sbírkách The Carpentered Hen (1958) a The Same Door (1959). Tyto práce ovlivnila Updikeova počáteční spolupráce s New Yorkerem. V raném díle se také objevuje vliv J. D. Salingera („A&P“), Johna Cheevera („Snowing in Greenwich Village“) a Marcela Prousta, Henryho Greena, Jamese Joyce a Vladimira Nabokova.
Během této doby prodělal Updike hlubokou duchovní krizi. Trápil se ztrátou víry a začal číst Sørena Kierkegaarda a teologa Karla Bartha. Oba hluboce ovlivnili jeho vlastní náboženské představy, které se následně výrazně projevily v jeho tvorbě. Updike zůstal po zbytek života věřícím křesťanem.

### 1960-1980
Updike se s rodinou později přestěhoval do Ipswiche v Massachusetts, kde napsal své první významné romány. V Králíku, utíkej (Rabbit, Run, 1960) se objevil Harry Angstrom přezdívaný Králík, bývalá basketbalová hvězda střední školy a ztělesněný příslušník střední vrstvy, jenž se měl díky dalšímu pokračování románové řady stát Updikeovou nejvýraznější a nejreprezentativnější postavou. V prvním románu se Králík pokouší setřást frustraci z manželského soužití rozletem za svobodou. Po několika stovkách kilometrů se však zalekne neznámého kraje a lidí a posléze skončí pouze u jiné ženy v sousedním městě. Už v této knize se Updike etabloval jako prozaik, který dokáže téměř nenapodobitelně zachytit touhu po ženě i její naplnění. Také zde poprvé předestírá mravní dilema metodou, kdy vláká čtenáře do identifikace s intenzivně vnímajícím hrdinou, aby vzápětí předvedl, že i člověk s tím nejbarvitějším vnitřním životem může být konatelem zla. Přes veškerý pozitivní kritický ohlas postava Králíka nepůsobí přesvědčivě zejména proto, že Updike Králíka obdařil pestrým vnitřním životem, nechal ho vyjadřovat pocity a myšlenky zcela mimo jeho obzor, jeho vědomí a vnímání patří vysoce erudovanému intelektuálovi, zatímco Králík je nula bez vzdělání. V jiných románech už autor tímto intenzivním vědomím obdařil věrohodnější postavy (například Pieta Hanemu ve Dvojicích a Owena Mackenzieho ve Vesnicích).
Román Kentaur (The Centaur, 1963), je rovněž ukázkou takové věrohodnější postavy. Příběh stárnoucího učitele se tu vypráví střídavě z hlediska protagonisty a jeho syna. Tato metoda Updikeovi dovoluje současně pohled z nitra i z vnějšku. Román má pozoruhodnou lyrickou i psychologickou hloubku pramenící z úspěšné evokace autorova dětství na pensylvánském venkově. Kentaur získal Národní knižní cenu.
Nejvýznamnějším Updikeovým románem popisujícím šedesátá léta jsou Dvojice (Couples, 1968), román zachycující vzájemně propletené vztahy téměř desítky mladých manželských dvojic v malém fiktivním massachusettském městě Tarbox. S pozoruhodnou šíří vykresluje život a hodnoty střední vrstvy kolem roku 1963. Přestože Updike dal románu etický rozměr i filozofické vyznění, explicitní líčení sexuálních nevázaností šokovalo část kritiky, které se zdálo, že autor ústy některých postav hlásá hédonismus jako náhražku víry v zapomenutého Boha. Z dnešního pohledu ovšem Updike spíš spolehlivě zachytil atmosféru doby. Román Updikeovi zajistil portrét na obálce časopisu Time a článek s titulkem „Cizoložná společnost“.
Roku 1971 Updike vydal pokračování ságy o Harrym Angstromovi nazvané Králík se vrací (Rabbit Redux); v Králíkově pohledu se odráží Updikeův zmatek a rozpolcenost ve vztahu ke společenským a politickým změnám, jež ve Spojených státech v šedesátých letech probíhaly. Tentokrát Králík zůstává sám se synem Nelsonem, protože za hlasem svého srdce odešla jeho manželka. Domácnost se postupně rozroste o Jill, nezletilou dívku z bohaté rodiny, která útěkem hledá nový život, a o černého veterána z Vietnamu, démonicky vyšinutého narkomana Skeetera. Vztahy těchto tří postav, představujících rozdílné strany v rasovém a generačním konfliktu, a dlouhé diskuse mezi konzervativním vlastencem Harrym a anarchisticky naladěným Skeeterem o roli bělochů a černochů v amerických dějinách vyvrcholí v bolestném dramatu. Bdělí sousedé, znechucení soužitím černocha a bílé dívky, zapálí v noci dům a zdrogovaná Jill při požáru zahyne.
Těmito díly si Updike získal proslulost jako autor, který věrohodně zachycuje nevěru, cizoložství, neukotvenost v manželství, zvláště ve střední vrstvě na předměstích Ameriky, a tím že kontroverzním způsobem zobrazuje zmatek a současně svobodu vycházející z tohoto zhroucení společenských mravů. Kdysi napsal, že „pokud jsem toto téma nevyčerpal já, vyčerpalo dostatečně mě“.
Dva romány ze sedmdesátých let, Měsíc nedělí (A Month of Sundays, 1975), první část v Updikeově takzvané Trilogii Šarlatového písmene, a novela Chceš si mě vzít? (Marry Me: A Romance, 1976) jsou rovněž meditacemi na téma manželské nevěry a nudy v předměstských vilových čtvrtích. V románu Puč (The Coup, 1978) o diktatuře v nejmenovaném subsaharském státě, kritikou velmi kladně přijatém, se Updike po návštěvě v Africe odvážil na zcela odlišnou půdu.

### 1980–2009
Roku 1980 vydal další román o Harrym Angstromovi, Králík je bohatý (Rabbit is Rich), který získal Národní knižní cenu, Národní cenu literárních kritiků a Pulitzerovu cenu za beletrii – tedy všechny tři významné americké knižní ceny. V této knize se objevuje Králík jako tlustý a spokojený provozovatel autosalonu Toyota. Ovšem Americe i jemu v době ropné krize „dochází šťáva“ a také Updike těžko hledá nosné téma, podobné bouřlivému dění v šedesátých letech. Mezi sváry se synem, koupí nového domu a prohazováním manželek na dovolené v Karibiku se králíkovská sága mění na nekonečnou „mýdlovou operu“. Ukazuje se, že průměrnost myšlení i hovoru daného okruhu postav je pro literaturu slepá ulička.
To se definitivně potvrzuje v románu Králík odpočívá (Rabbit at Rest, 1990), obézním (má přes 500 stránek) a deprimujícím stejně jako je deprimovaný hlavní hrdina. Děj sice zachycuje dramatický rok 1989, Updike však už ke scénám z rodinného života a golfu téměř nepotřebuje zápletku. Zbytek vyplňují rozsáhlé popisy, které se snaží fotograficky zachytit konzumní společnost v celé její přebujelosti. Drama přichází až k závěru, kdy Králík jako oběť sexuální neukojenosti svůdné snachy opět prchá na jih, tentokrát tu však nachází smrt: symbolicky umírá na zástavu srdce při basketbalovém utkání jeden na jednoho s černým chlapcem, který má na tričku tygří hlavu (odkaz na báseň Williama Blakea a současně paralela s úvodní scénou Králíku, utíkej).
Králík odpočívá získal Pulitzerovu cenu a Národní cenu literárních kritiků. Díky Pulitzerovým cenám za poslední dvě pokračování ságy o Králíkovi patří Updike mezi tři spisovatele, kteří Pulitzerovu cenu za beletrii obdrželi dvakrát (spolu s Williamem Faulknerem a Boothem Tarkingtonem).
Roku 1995 vyšly v Everyman's Library všechny romány pod názvem Rabbit Angstrom; Updike k tomu vydání napsal úvod, v němž popsal Králíka jako „vstupenku do Ameriky kolem mne. To, co jsem viděl Králíkovýma očima, byl zajímavější příběh, než jaký jsem viděl svýma vlastníma, třebaže rozdíl byl někdy minimální.“ Roku 2000 Updike začlenil novelu Králík ve vzpomínkách bližních (Rabbit Remembered) do sbírky povídek Doteky Lásky (Licks of Love) a tím ságu o Králíkovi definitivně uzavřel. Updike později nazval Králíka „bratrem a dobrým přítelem. Umožnil mi rozepsat se.“
Ještě v osmdesátých letech Updike vydal Čarodějky z Eastwicku (Witches of Eastwick, 1984), žertovný román o čarodějkách žijících na Rhode Islandu. Popsal ho jako pokus „urovnat vztahy s mými, abych tak řekl, feministickými hanobitelkami“. Jako jeden z Updikeových nejoblíbenějších románů byl zfilmován, s Jackem Nicholsonem v hlavní roli, a významný literární historik Harold Bloom jej zahrnul do kánonu západní literatury 20. století. Roku 2008 Updike vydal posmutnělé pokračování, Vdovy z Eastwicku (The Widows of Eastwick), kde se čarodějky do městečka vracejí už jako postarší dámy. Byl to Updikeův poslední vydaný román.
Roku 1986 vydal román Rogerova verze (Roger’s Version), druhý svazek takzvané Trilogie Šarlatového písmene, pojednávající o pokusu prokázat existenci Boha pomocí počítačového programu. V satiře na zpohodlnělé univerzitní prostředí Updike jako vypravěče používá profesora teologie, který je všechno možné, jen ne mravním pilířem společnosti. Autor a kritik Martin Amis knihu nazval „téměř mistrovským dílem“. Na rozdíl od Harryho Angstroma jsou však Rogerovy bystré postřehy a úvahy adekvátní jeho vzdělání a postavení. Epistolární román S. z roku 1989, výjimečný u autora tím, že hlavní postavou je žena, ukončuje Updikeovu verzi Hawthornova Šarlatového písmene. Dopisovou formou líčí rafinované tunelování orientální náboženské sekty milenkou samotného guru a autorkou většiny dopisů v jedné osobě.
Updike s oblibou vytvářel románové řady; vedle románů o Králíkovi a povídek o rodině Mapleových se Updikeovo alter ego, relativně známý, nepříliš plodný židovský spisovatel a posléze nositel Nobelovy ceny za literaturu Henry Bech opakovaně objevuje ve třech cyklech komických povídek: Kniha o Bechovi (Bech, a Book, 1970), Bech se vrací (Bech Is Back, 1981) a Bech v úzkých: rádoby román (Bech At Bay: A Quasi-Novel, 1988). Tyto povídky vyšly posléze jako Celý Henry Bech (The Complete Henry Bech, 2001). Bech je komická a vědomá antiteze Updikea jako literáta: je Žid, veterán 2. světové války, straní se lidí a je neuvěřitelně neplodný.
Po úspěchu románu Králík odpočívá se Updike celá devadesátá léta a první dekádu nového století věnoval románům v širokém rozpětí žánrů; díla tohoto období byla svou povahou často experimentální. Tyto styly zahrnovaly kombinaci historického románu s postmodernistickým univerzitním románem ve Vzpomínkách na prezidentování Geralda Forda (Memories of the Ford Administration, 1992); magický realismus románu Brazílie (Brazil, 1994); sci-fi v románu Směřování ke konci času (Toward the End of Time, 1997), kde líčí Ameriku v roce 2020, částečně rozvrácenou po ničivé nukleární válce s Čínou (nekoná se však apokalypsa, pouze pohodlné pozvolné umírání); vydařenou historickou fikci Gertruda a Claudius (Gertrude and Claudius, 2000), kde Updike nachází odpověď na Hamletovu otázku („Jaký hnusný spěch ji hnal se spustit s bratrem svého muže“) v tajném milostném poměru Gertrudy s jejím švagrem, protřelým světoběžníkem; a vynikající krátký román Hledej moji tvář (Seek My Face, 2002), napsaný metodou proudu vědomí, v němž stárnoucí malířka poskytuje rozhovor mladé novinářce a vzpomíná na celou americkou uměleckou avantgardu.
Uprostřed této práce napsal román, jenž v jeho díle působí konvenčněji, V kráse lilií (In the Beauty of the Lilies, 1996), historickou ságu zahrnující několik generací a obírající se tématy úpadku náboženství a rozvoje kinematografie v Americe. Je považován za Updikeovu nejúspěšnější knihu tohoto posledního období. Někteří kritici předpovídali, že jej následující generace ocení jako pozdní mistrovské dílo ve své době opomíjené či chválené pouze ze setrvačnosti, které znovu objeví až naši následovníci, zatímco jiní je považovali za příliš dlouhé a deprimující.
V poutavém románu Vesnice (Villages, 2004) se Updike vrátil k důvěrně známému tématu manželské nevěry a k postavě úspěšného třicátníka (tentokrát je jím matematik v bouřlivých počátcích vývoje počítačů), jemuž jsou manželská pouta příliš těsná. Jeho dvacátý prvý román Terorista (Terrorist, 2006), příběh mladého zaníceného muslima odehrávající se v New Jersey, vyvolal zájem médií, ale pouze slabý kritický ohlas. Na konci života Updike pracoval na románu o svatém Pavlovi a raném křesťanství.

## Povídky
Updikeovu spisovatelskou dráhu a věhlas podpořilo a rozšiřovalo jeho dlouholeté spojení s časopisem New Yorker, který po celý Updikeův život publikoval jeho povídky a recenze, třebaže z redakce odešel po dvou letech. Zvlášť v letech 1930 až 1990 New Yorker oslovoval širokou a náročnou čtenářskou obec s důrazem na spisovatele, umělce a myslitele na východním pobřeží, kde také žila většina jeho čtenářů. Ovšem časopis četli lidé po celých Spojených státech včetně tak vzdálených států jako Texas a Kalifornie, kteří na něj pohlíželi jako otevřené dveře k literárním a intelektuálním zájmům nikoli pouze východních států, ale celé země. Po mnoho desetiletí byl nejpřednější publikační platformou pro americkou povídku, žánr, v němž Updike vynikal, a New Yorker publikoval kratší beletrii ještě dlouho poté, kdy se o ni mnoho dalších periodik přestalo zajímat. Do šedesátých let existovaly desítky populárních časopisů, které povídky otiskovaly. Ovšem jak časopisy přesunuly hlavní zájem na „cílené“ nebo specifické zájmy čtenářů, jež zajímaly především inzerenty, povídky šly stranou. Jak se rozsah možností publikovat rapidně zužoval, možnost publikovat v New Yorkeru nabývala na důležitosti. Updikeova povídková tvorba nalezla v New Yorkeru vítaný domov a časopis mu na oplátku poskytoval širokou a vnímavou čtenářskou obec. Updikeovy paměti naznačují, že zůstával „ve svém koutě Nové Anglie, aby zaznamenával domácí události“ soustředěný na americkou rodinu a jako spisovatel ji popisoval z mužského hlediska. Povídky ve sbírce Too Far To Go (1979) zachycují peripetie Updikeova prvního manželství; „Separating“ (1974) a „Here Come the Maples“ (1976) se týkají Updikeova rozvodu. Tyto povídky se staly základem televizního filmu rovněž nazvaného Too Far To Go, vysílaného NBC roku 1979.
Roku 2003 Updike vydal Rané povídky (The Early Stories), rozsáhlou sbírku zahrnující období od poloviny padesátých let až do poloviny let sedmdesátých. Svazek má přes 800 stran, obsahuje přes sto povídek a byl nazván „bohatě epizodickým a lyrickým Bildungsromanem… v němž Updike zakresluje trajektorii od rané dospělosti, přes vysokoškolská studia po manželství, otcovství, rozluku a rozvod“. Svazek získal cenu PEN/Faulkner za beletrii roku 2004. Přes svou obsažnost však nezahrnuje několik povídek, jež se v Updikeových sbírkách z raného období dají najít.

## Ocenění

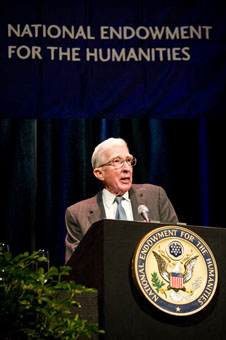
John Updike na přednášce na počest Thomase Jeffersona (2008)

Updike se věnoval široké škále žánrů, od beletrie a poezie po eseje (vyšly v devíti svazcích). Napsal také divadelní hru Buchanan umírá (Buchanan Dying, 1974) a paměti Vědomí sebe (Self-Consciousness, 1989). V osmdesátých letech měl ve svém domě tři pracovny: v jedné psal beletrii, v další poezii a ve třetí literární a uměnovědnou kritiku.
Updike získal řadu ocenění včetně dvou Pulitzerových cen, dvou Národních knižních cen (1964 a 1982), tří Národních cen literární kritiky, Národní ceny za umění (1989), Národní ceny za humanitní vědy (2003) a Rheovy ceny za povídku. Národní nadace pro humanitní vědy si vybrala Johna Updikea roku 2008, aby přednesl výroční přednášku na počest Thomase Jeffersona, což je nejvyšší ocenění, jaké může americká vláda v humanitních oborech projevit. Updike přednesl řeč na téma „Co je amerického na americkém umění“.

## Poezie
Updike publikoval během své umělecké dráhy osm svazků básní, od první sbírky Vyřezávaná slepice (The Carpentered Hen, 1958) po poslední, posmrtnou sbírku Konečný bod (Endpoint, 2009). New Yorker vydal ukázky z poslední sbírky ve svém čísle z 16. března 2009. Většina Updikeova básnického díla byla zahrnuta do Sebraných básní (Collected Poems, 1993). Napsal o sobě, že „začínal jako autor lehkých veršů a pokusil se pak přenést do svých vážných či lyrických básní něco ze strohosti a jiskřivosti té lehčí formy“. Básník Thomas M. Disch podotýká, že Updike byl tak slavný romanopisec, že se jeho poezie „někdy považuje za pouhého koníčka či slabůstku“; Disch naopak viděl v Updikeově lehkých verších poezii obdařenou „epigramatickou průzračností“. Updikeova poezie je ceněna pro svou pestrost forem a témat, pro duchaplnost a přesnost a pro zpracování námětů blízkých americkým čtenářům.
Britský básník Gavin Ewart chválil Updikea za metafyzickou stránku jeho básní a za jeho schopnost „ozvláštnit všednost“; tvrdí, že Updike je jedním z mála současných romanopisců schopných psát dobrou poezii. Kritik Charles McGrath četl Konečný bod nahlas a tvrdí, že v Updikeově poezii objevil „jinou, hlubší hudbu“. Zjistil, že Updikeova hra se slovy „se uhlazuje a eliduje“ a má rafinované „zvukové efekty“. Podle celkové kritické odezvy se však zdá, že literární establishment odmítá připustit, že by spisovatel mohl psát současně dobrou beletrii i dobré básně.

## Literární kritika a kritika výtvarného umění
Jako kritik se Updike také věnoval současné literatuře i výtvarnému umění a bývá často označován za jednoho z nejlepších amerických kritiků své generace. V úvodu ke své sbírce kritických statí Posbírané kousky (Picked-up Pieces, 1975) vysvětlil své zásady literárního kritika:
1.	Snaž se pochopit, čeho chtěl autor dosáhnout, a neobviňuj ho, že se mu nepodařilo, o co se nepokusil.
2.	Uveď dostatek přímých citátů – alespoň jednu delší pasáž –, aby si čtenář recenze mohl vytvořit svůj vlastní dojem, zprostředkuj mu přímý zážitek.
3.	Popis knihy citátem z ní, i když třeba jen jedinou větou, je lepší než neurovnané shrnutí.
4.	Neusiluj o popis děje a neprozrazuj čtenáři, jak dílo končí.
5.	Pokud dospěješ k závěru, že dílo je nepodařené, uveď zároveň příklad díla úspěšného, buď z autorovy tvorby, nebo odjinud. Snaž se pochopit příčinu neúspěchu. Je to určitě neúspěch jeho a nikoli tvůj?
K těmto konkrétním pěti je možné přidat ještě hůře definovatelný šestý bod, který se týká chemické čistoty v reakci mezi produktem a oceňovatelem. Nepřijímej na recenzi knihu, o níž předem víš, že se ti nebude líbit, nebo pokud bys měl recenzi psát jako přátelskou službu. Nepředstavuj si, že jsi obhájcem nějaké tradice, že máš prosazovat měřítka nějaké strany, že jsi válečníkem v ideologické bitvě, dozorcem v nápravném zařízení. Rozhodně se nikdy… nepokoušej autora „usadit“, nebo z něj učinit figurku v partii s jinými recenzenty. Recenzuj knihu, nikoli spisovatelovu pověst. Podléhej jakémukoli kouzlu, ať je silné či slabé. Je lepší chválit a sdílet, než obviňovat a zakazovat. Komunikace mezi recenzentem a jeho čtenáři je postavena na předpokladu, že existují určité možné rozkoše z četby a všechny naše rozlišovací schopnosti by se měly nachylovat tímto směrem.
Recenzoval téměř každého významnějšího spisovatele 20. století a některé autory 19. století, převážně pro New Yorker, a vždycky se snažil své recenze nějakým způsobem „oživit“. Prosazoval také mladé spisovatele a často je vlídně srovnával s vlastními literárními idoly, mezi něž patřili Vladimir Nabokov a Marcel Proust. Updikeova pochvalná recenze znamenala významný vzestup v literárních kruzích a dokonce i růst prodejů; Updikeova kladná recenze pomohla nastartovat spisovatelskou dráhu Erice Jongové a několika dalším. Záporné recenze naopak někdy vyvolávaly kontroverze, například když na podzim roku 2008 „zatratil“ román Milosrdenství (A Mercy) Toni Morrisonové.
Updikeovi se dostávalo chvály za tradiční průzračnost a hloubku literárně kritického přístupu, za to, že k literatuře přistupuje z estetického hlediska a bere ji jako svébytný obor, a také za vytrvalost, s níž se literární kritice celý život věnuje.
Pokud jde o výtvarné umění, většina Updikeových recenzí vycházela v New York Review of Books; věnoval se převážně domácí umělecké scéně. Přistupoval k výtvarnému umění ze stejného estetického hlediska jako k literatuře.

## Kritický ohlas
Updike je považován za jednoho z největších amerických spisovatelů své generace, za posledního skutečně všestranného amerického literáta s nezměrným a dalekosáhlým vlivem na mnoho spisovatelů. Updikeův vynikající prozaický styl uznávají i kritici skeptičtí k jiným aspektům jeho děl. Zdůrazňují jeho bohatý jazyk a výstižné zachycení reality a domnívají se, že se v tomto ohledu více než vyrovná Proustovi a Nabokovovi. Jiní považují jeho uhlazený jazyk za kamufláž a zpochybňují intelektuální hloubku a závažnost témat, další zase Updikea kritizují za záporné zobrazení ženských postav a sexuálních vztahů vůbec. Převážně je však ceněn jako spisovatel, který mistrovsky ovládal mnoho žánrů, vyznačoval se pronikavým intelektem a působivým prozaickým stylem a zprostředkoval svým čtenářům realistický prožitek života v Americe s jeho radostmi, rozkošemi, smutky, frustrací i banalitou.
Králík Angstrom, hlavní postava Updikeovy románové řady, jež je převážně považována za jeho opus magnum, už vstoupil do panteonu význačných amerických literárních postav spolu s Huckleberrym Finnem, Jayem Gatsbym, Holdenem Caulfieldem a dalšími. Časopis Book sestavil roku 2002 seznam 100 nejvýraznějších beletristických postav od roku 1900, a zde se Králík objevil v první pětici.
Po Updikeově smrti získala jeho písemnou pozůstalost Houghtonova knihovna na Harvardu a pojmenovala ji Archiv Johna Updikea. Roku 2009 byla také skupinou literárních vědců založena Společnost Johna Updikea, jež má „probouzet a rozvíjet čtenářský zájem o dílo a život Johna Updikea, propagovat literaturu Updikem napsanou, pěstovat a povzbuzovat literárněkritickou odezvu Updikeova literárního odkazu.“ Společnost Johna Updikea se věnuje vydávání kritických statí o autorovi v časopisu The John Updike Review a pořádá každý druhý rok konferenci o jeho díle.
Britský spisovatel Ian McEwan v lednu 2009 o Updikeovi napsal, že „jeho zápletky a vtipné postřehy byly místy až shakespearovské“ a že Updikeova smrt představuje konec zlaté éry amerického románu, již představovala druhá polovina 20. století. McEwan dospěl k závěru, že tetralogie o Králíkovi je Updikeovo „nezapomenutelné mistrovské dílo“.
New Yorker v téže době otiskl úvahu Adama Gropnika nad autorovým celoživotním spojením s tímto časopisem a nazval jej „jedním z největších moderních spisovatelů, od doby Henryho Jamese prvním americkým spisovatelem, jenž dokázal s úplností vyjádřit sám sebe, mužem, který prolomil prokletí neúplnosti, jež pronásledovalo americké písemnictví“.
Spisovatel Philip Roth, považovaný za jednoho z hlavních Updikeových literárních rivalů, napsal, že „John Updike je největší spisovatel naší doby, jeho recenze a eseje jsou stejně brilantní jako jeho romány a povídky. Zůstane pro nás stejně významným národním pokladem jako Nathaniel Hawthorne, jeho předchůdce z 19. století.“
Významný kritik James Wood nazval Updikea „tvůrcem nesmírně krásné prózy, ovšem prózy, která vyvolává otázku, zda krása opravdu stačí a zda krása pokaždé sděluje všechno, co má romanopisec sdělit“. V recenzi Updikeových Doteků lásky (Licks of Love, 2001) Wood podotýká, že Updikeova próza „obtáčí věci velice pěknými stužkami“, ale přesto se v jeho díle často objevuje „tvrdý, drsný, primitivní, misogynský pohled na svět“. Wood současně kritizuje i chválí Updikeův jazyk za to, že se „esejisticky nadnáší; jazyk se zvedá na pěkné hydraulice a vznáší se lehce nad tématy, obecně je poněkud příliš dokonalý a poněkud příliš abstraktní“. Píše, že Updike je schopen napsat „dokonalou větu“ a zjišťuje, že Updikeův jedinečný styl charakterizuje „jemná odtažitost“ věty. Krása Updikeova jazyka a jeho víra v moc tohoto jazyka se podle Wooda vznáší nad skutečností.
V přímém kontrastu k Woodovu hodnocení oxfordský kritik Thomas Karshan tvrdí, že Updike je „hluboce intelektuální“ autor a že jeho styl odráží jeho „způsob myšlení“, není to pouze „sestava líbezných kudrlinek“. Karshan nazývá Updikea dědicem „tradiční role epického spisovatele“. Odmítá Woodovu kritiku Updikeovy údajné přestylizovanosti a hodnotí Updikeův jazyk jako přesvědčivě naturalistický.
Harold Bloom kdysi nazval Updikea „nepříliš pozoruhodným romanopiscem s pozoruhodným stylem. Krásným a působivým… Specializuje se na přístupnější rozkoše.“
Robert B. Silvers, redaktor New York Review of Books, prohlásil, že Updike je „jedním z nejelegantnějších spisovatelů své generace a má vytříbený nestranný postřeh“.
V listopadu 2008 udělili redaktoři britského časopisu Literary Review Updikeovi svou vlastní Cenu za celoživotní ztvárnění špatného sexu v beletrii, která oceňuje „obhroublé, nevkusné či směšné sexuální pasáže v moderní literatuře“.

## Témata
Ústředními tématy Updikeova díla jsou náboženství, sex, Amerika a smrt. Často je kombinuje, s oblibou v prostředí „amerického maloměsta a protestantské střední vrstvy“, o níž kdysi prohlásil: „Mám rád středy. Právě uprostřed do sebe narážejí extrémy a neklidně tu vládne mnohoznačnost.“ Úpadek náboženské víry v Americe je například zachycen v románu V kráse lilií (1996) paralelně s historií filmu, a Harry Angstrom v Králíku, utíkej (1960) diskutuje o mužském sebevědomí s manželkou svého přítele reverenda Jacka Ecclese poté, co si vyslechli v kostele reverendovo kázání. Kritici si často všímají, že Updike naplňuje i jazyk samotný jakousi vírou a že tato tendence budovat narativ přesahující mnoho let a knih – série knih o Králíkovi, série knih o Henrym Bechovi, o Eastwicku, o rodině Mapleových – představuje víru v moc příběhu a jazyka, jež přesahuje vše ostatní. Updikeovy romány často fungují jako dialektické teologické debaty mezi románem samotným a čtenářem, kdy román prostoupený určitým náboženským přesvědčením má svým příběhem vyprovokovat čtenáře k určitému závěru.
Nesporně dominantní téma je u Updikea intimita a mužské vnímání sexu. Žádný americký autor dosud nezachytil sensitivitu svého hrdiny do tak intimních detailů, v takové hloubce a šíři, a v takovém časovém rozpětí. Tetralogie o Králíkovi zachycuje v kostce i sexuální uvolňování v Americe. V prvním románu orální sex, v druhém sex černocha s nezletilou běloškou, jemuž Králík pasivně přihlíží, ve třetím výměnu manželek a ve čtvrtém incest s vlastní snachou. Zároveň je nepopiratelné, že u Updikea je sex bořivou sílou rozkládající rodinné vztahy. Sexuální neukojenost je v Králíku, utíkej bezprostřední příčinou smrti novorozené dcery. Ve Dvojicích jsou posléze sexuální vztahy příčinou rozpadu několika manželství, závěru románu je požárem zničen i místní kostel. V románu Vesnice manželka rozrušená odhalením manželovy nevěry zahyne při autonehodě. V Gertrudě a Claudiovi je Claudiova sexuální protřelost příčinou zániku královského rodu.
Updikeovo dílo lze rovněž považovat za kroniku společenských a emocionálních dějin Ameriky. Už na prvních stránkách románu Králíku, utíkej autor zachycuje v širokém záběru například současnou populární hudbu, když Harry ujíždí nocí a poslouchá v rádiu písničku za písničkou. Updike je zcela ojedinělý ve svém úsilí zachytit dobu, společenskou atmosféru, kulturu a každodenní život do nejmenších detailů. Každý román je přesně zasazen do určité doby. Ve Dvojicích je zavražděn John Kennedy. Na počátku románu Králík se vrací se první američtí astronauté procházejí po měsíci. V závěru románu Králík je bohatý sedí Harry nad starými ročníky Playboye a poskytuje autorovi příležitost popsat vývoj zobrazení ženského těla od relativně cudných záběrů v padesátých letech po detailní odhalení „rozcapeného bobra“ o dvacet let později. Román Králík odpočívá sice odráží proměnu světa v roce 1989, ale nejpůsobivější je monolog japonského zástupce Toyoty, popisující tehdejší úpadek Ameriky (ve srovnání s Japonskem). Román Vesnice je další obdobnou kronikou společenských dějin Ameriky dovedenou až do počátku 21. století.
Je možné, že následující generace nebudou číst Updikeovy romány a povídky jako milostná dramata, ale spíš jako sociální dějiny země, jako záznam toho, jak a čím žili jejich prarodiče.

## Dílo
| Romány o králíkovi - (1960) Rabbit, Run – Králíku, utíkej! - (1971) Rabbit Redux – Králík se vrací - (1981) Rabbit Is Rich – Králík je bohatý - (1990) Rabbit At Rest - (2001) Rabbit Remembered Knihy o Bechovi - (1970) Bech, a Book - (1982) Bech Is Back - (1998) Bech at Bay Knihy o Buchananovi - (1974) Buchanan Dying (divadelní hra) - (1992) Memories of the Ford Administration (román) Knihy z Eastwicku - (1984) The Witches of Eastwick – Čarodějky z Eastwicku (bylo i zfilmováno) - (2008) The Widows of Eastwick – Vdovy z Eastwicku Ostatní - (1959) The Poorhouse Fair – Trh v chudobinci - (1963) The Centaur – Kentaur - (1965) Of the Farm - O farmě - (1968) Couples - Dvojice - (1975) A Month of Sundays - (1977) Marry Me – Chceš si mě vzít? - (1978) The Coup - Převrat - (1986) Roger's Version - (1988) S. - (1994) Brazil - Brazílie - (1996) In the Beauty of the Lilies - (1997) Toward the End of Time - (2000) Gertrude and Claudius – Gertruda a Claudius - (2002) Seek My Face - (2004) Villages – Vesnice - (2006) Terrorist – Terorista | Sbírky krátkých povídek - (1959) The Same Door – Tytéž dveře - (1961) A&P - (1962) Pigeon Feathers – Holubí pírka - (1964) Olinger Stories (výběr povídek) - (1966) The Music School - (1972) Museums And Women - (1979) Problems - (1979) Too Far To Go (sbírka povídek o jedné rodině) - (1987) Trust Me - (1994) The Afterlife - (2000) The Best American Short Stories of the Century (redaktor) - (2001) Licks of Love - (2003) The Early Stories: 1953–1975 - (2009) My Father's Tears and Other Stories - Tátovy slzy a jiné povídky Poezie - (1957) Ex-Basketball Player - (1958) The Carpentered Hen - (1963) Telephone Poles - (1969) Midpoint - (1969) Dance of the Solids - (1977) Tossing and Turning - (1985) Facing Nature - (1993) Collected Poems 1953–1993 - (2001) Americana: and Other Poems Eseje, kritika, faktografie - (1965) Assorted Prose - (1975) Picked-Up Pieces - (1983) Hugging The Shore - (1989) Self-Consciousness: Memoirs - (1989) Just Looking - (1991) Odd Jobs - (1996) Golf Dreams: Writings on Golf - (1999) More Matter - (2005) Still Looking: Essays on American Art - (2007) Due Considerations: Essays and Criticism |